# Santalha
Santalha is een plaats (freguesia) in de Portugese gemeente Vinhais en telt 312 inwoners (2001).